# بوی ریور (مینه‌سوتا)
بوی ریور، مینه‌سوتا (به انگلیسی: Boy River, Minnesota) یک شهر در ایالات متحده آمریکا است که در مینه‌سوتا واقع شده‌است.

## خصوصیات
بوی ریور ۰٫۹۶ کیلومترمربع مساحت و ۴۷ نفر جمعیت دارد و ۴۰۵ متر بالاتر از سطح دریا واقع شده‌است.